# Stanley Clinton Davis
Stanley Clinton-Davis, baron Clinton-Davis, urodzony jako Stanley Clinton Davis (ur. 6 grudnia 1928 w Londynie, zm. 11 czerwca 2023) – brytyjski polityk i prawnik, członek Izby Gmin i Izby Lordów, w latach 1985–1989 komisarz europejski ds. polityki konsumenckiej, transportu i środowiska.

## Życiorys
Pochodził z rodziny żydowskiej, syn Sidneya i Lilly Davis. W 1950 ukończył studia prawnicze na King’s College London, w 1953 uzyskał uprawnienia solicitora. Od tego roku praktykował jako partner w ramach kancelarii, zajmując się m.in. prawami obywatelskimi. Później udzielał się jako konsultant ds. prawa unijnego. Działał w różnych organizacjach społecznych, w tym jako przewodniczący komitetów doradczych ds. środowiska i morza, a także prezes British Refugee Council.
Już w wieku 15 lat zaangażował się w działalność polityczną w ramach Partii Pracy. Od 1959 do 1971 radny London Borough of Hackney, w tym od 1968 do 1969 jako burmistrz. W 1970 po raz pierwszy wybrany do Izby Gmin, zasiadał w niej przez cztery kadencje do 1983. Od marca 1974 do maja 1979 parlamentarny podsekretarz stanu ds. handlu. W 1985 wszedł w skład pierwszej Komisji Europejskiej Jacques’a Delorsa jako komisarz odpowiedzialny za politykę konsumencką, transport, środowisko i bezpieczeństwo nuklearne.
W 1990 wykreowany baronem Clinton-Davies, w tym samym roku został parem dożywotnim i zasiadł w Izbie Lordów. Jej członkiem pozostał do 2018. Od maja 1997 do lipca 1998 minister stanu ds. handlu. Od 1998 wchodził w skład Tajnej Rady. W latach 1999–2001 oddelegowany do Zgromadzenia Parlamentarnego Rady Europy.
Od 1954 żonaty z Francis Lucas, mieli czworo dzieci.

## Odznaczenia
W 1990 odznaczony Krzyżem Wielkim Orderu Leopolda II. Wyróżniany także odznaczeniami m.in. za działalność na rzecz zwierząt.